# Philip Rastelli
Philip "Rusty" Rastelli (1918. január 31. – 1991. június 24.) amerikai maffiózó, a Bonanno bűnözőklán egykori főnöke, aki két év kivételével uralkodásának minden évét börtönben töltötte.

## Életrajza
Rastelli a queensi Maspethben született és nőtt fel. Három testvére (Carmine, Marinello és Augustus) és két nővére (Justina Devita és Antonette Brigandi) volt.
Rastelli jelentősen részt vett uzsorakölcsönökben, zsarolásban és kábítószer-kereskedelemben, mielőtt csatlakozott a Bonanno klánhoz. Rastellinek ebédszállító kocsiüzlete is volt. Miután a brooklyni Greenpointba költözött, ahol bebörtönzéséig élt, megismerkedett Dominick "Sonny Black" Napolitanóval, Carmine Galantéval, Joseph Bonannóval és Joseph Massinóval, akikkel közeli barátságot kötött.
1953. december 3-án Rastelli és egy társa rálőtt Michael Russóra Queensben. Russo azonban túlélte a lövöldözést, Rastelli pedig, mivel félt az azonosítástól, bujkálni kezdett. A következő évben Rastelli felesége, Connie többször is megkereste Russo feleségét, Rose-t, és 5000 dollárt ajánlott fel, ha a férje nem azonosítja Rastellit. Rose minden alkalommal visszautasította a kenőpénzt. 1954 decemberének elején Russót halálos lövés érte. 1954. december 13-án Connie Rastelli ellen vádat emeltek tanú megvesztegetésének kísérlete miatt, de a gyilkossággal kapcsolatban soha senkit nem vádoltak meg. 1962-ben Connie-t feltehetően megölték, miután informátor lett; ám holttestét soha nem találták meg.
1969-ben a Bonanno klán rendjének helyreállítására tett kísérletként a Bizottság egy háromtagú döntő tanácsot nevezett ki a klán irányítására. Ennek a tanácsnak Rastelli, Joseph DiFilippi és Natale "Joe Diamonds" Evola volt a tagja.

### A Bonanno klán főnökeként
1971. július 21-én a New York állambeli Riverheadben vádat emeltek Rastelli ellen uzsorakölcsönökkel kapcsolatos bűncselekmények miatt. A New York-i Babylonban és Islipben működő uzsoráskör évi 250-300%-os kamatot számított fel a sértetteknek, és évente több mint egymillió dollár bevételt hozott a Bonanno klánnak. 1972. december 28-án Rastellit az állami bíróság hétrendbeli uzsoráskodás miatt elítélte.
1973. augusztus 28-án a Bonanno klán főnöke, Evola rákban meghalt.  1974. február 23-án a Bizottság a manhattani Americana Hotelben tartott ülésén Rastellit nevezte ki az új főnöknek. 1974-ben ő volt az első queensi csoport tagja, aki a klánt vezette; a korábbi főnökök mind a klán szülőhelyéről, Brooklynból származtak. A családot a Queens-i csoportból irányították. Bár Rastellit a Bizottság támogatta, a családban az igazi hatalom hamarosan a rivális Carmine Galantéhoz vándorolt, akit ugyanekkor engedtek ki a börtönből.

### Első börtönbüntetése
Rastelli létrehozta az ebédkocsik üzemeltetőinek szakmai szövetségét, és átvette az ágazat irányítását. Minden olyan üzemeltető, aki nem volt hajlandó csatlakozni a szövetséghez és fizetni annak merev díjait, vandalizmussal és fizikai támadással nézett szembe. 1975. március 6-án Rastelli ellen vádat emeltek zsarolással kapcsolatos bűncselekmények miatt. és  1976. április 23-án elítélték az Egyesült Államok New York keleti kerületének kerületi bíróságán. 1976. augusztus 27-én Rastellit 10 év börtönbüntetésre ítélték, amelyet az összeesküvés, a bíróság megsértése és uzsora miatt kiszabott négyéves állami büntetéssel egyidőben kellett letöltenie.
A pennsylvaniai Lewisburgban ült börtönben, Rastelli fő kapcsolatai a Bonanno klánnal Dominick "Sonny Black" Napolitano és Joseph Massino maffiózók voltak.
Rastelli távollétében Galante nem hivatalos megbízott főnökként átvette az irányítást a Bonannók felett. A New York-i bűnözőklánok megijedtek Galante arcátlan kísérletétől, hogy átvegye a kábítószerpiacot. A Genovese bűnözőklán főnöke, Frank Tieri felvette a kapcsolatot a Cosa Nostra vezetőivel, hogy konszenzust teremtsen Galante meggyilkolásához, még a visszavonult Joseph Bonanno jóváhagyását is megszerezte. 1979-ben lendületet kaptak, amikor Rastelli és Joseph Massino engedélyt kért a Bizottságtól Galante megöletésére; a kérelmet jóváhagyták. Napolitanót később előléptették helyi vezérnek, akárcsak a bérgyilkos Anthony Indelicatót. Rastelli most már vitathatatlan főnök volt, aki a rácsok mögül irányította az eseményeket olyan megbízott főnökök segítségével, mint a régi Bonanno maffiózó Salvatore "Sally Fruits" Ferrugia.
Amíg Rastelli börtönben volt, Massino elkezdett a hatalomért versengeni Dominick "Sonny Black" Napolitanóval, egy másik Rastelli-hű helyi vezérrel. Mindkét férfit egy másik csoport fenyegette, amely az Alphonse "Sonny Red" Indelicato, Dominick "Big Trin" Trincera és Philip Giaccone helyi vezérek által vezetett távollévő főnök leváltására törekedett. 1981-ben Massino azonban informátorai révén arról értesült, hogy a három helyi vezér automata fegyvereket halmozott fel, és azt tervezte, hogy a Bonanno családon belül megöli a Rastelli-hűségeseket, hogy átvegye a teljes irányítást. 1981. május 5-én a három helyi vezért meggyilkolták.
1983. április 21-én Rastelli szabadult a börtönből, és Massinóval együtt elrendelte a Bonanno-katona, Cesare Bonventre meggyilkolását. Massino, aki még mindig szökésben volt, behívta Salvatore Vitalét, Louis Attanasiót és James Tartaglionét a rejtekhelyére, és kiadta nekik a parancsot. Ekkorra, bár hivatalosan még mindig Rastelli volt a család feje, Massinót a legtöbb maffiózó már csak névleg a család utcai főnökének és terepparancsnokának tekintette, valamint Rastelli trónörökösének,

### Második börtönbüntetése
Rastellit 1984. augusztus 16-án tartóztatták le feltételes szabadlábra helyezésének megsértése miatt, mivel "bűncselekményben részt vevő személyekkel társult".
1985-ben Rastellit más Cosa Nostra vezetőkkel együtt vád alá helyezték a híres Maffia Bizottsági perben. Az, hogy Donnie Brasco beszivárgása miatt eltávolították a maffia-bizottságból, tulajdonképpen megakadályozta a Bonanno klánt abban, hogy a bizottsági perbe bele keveredjen, amelynek köszönhetően számos maffiafőnököt és tagot börtönbüntetésre ítéltek. Amikor azonban Rastellit külön munkaügyi zsarolással megvádolták, az ügyészek úgy döntöttek, hogy kiveszik őt a bizottsági perből. Mivel korábban már elvesztették a Bizottsági tagságukat, a Bonannók kevésbé voltak kitéve a felelősségnek, mint a többi család ebben az ügyben. 1986. október 14-én Rastellit 24 rendbeli munkaügyi zsarolással megvádolták, és 1987. január 16-án 12 év szövetségi börtönbüntetésre ítélték.

### Halála
1991. június 4-én Rastellit kegyelemből kiengedték a Missouri állambeli Springfieldben lévő Szövetségi Orvosi Központból (FMC). 1991. június 24-én a Queens állambeli Flushingban lévő Booth Memorial Kórházban (ma NewYork-Presbyterian Queens) májrákban halt meg 73 éves korában. 1991. június 24-én a Queens állambeli Middle Village-ben lévő Saint John temetőben temették el. Rastelli halála után Massino vette át a Bonanno klán vezetését.

## Fordítás
- Ez a szócikk részben vagy egészben  a   Philip Rastelli című angol Wikipédia-szócikk ezen változatának fordításán alapul.  Az eredeti cikk szerkesztőit annak laptörténete sorolja fel. Ez a jelzés csupán a megfogalmazás eredetét és a szerzői jogokat jelzi, nem szolgál a cikkben szereplő információk forrásmegjelöléseként.